# Тунгусская Республика
Тунгу́сская Республика — непризнанное государство, образованное на территории Охотского края, Якутской АССР, а также Хабаровского края в период с июля 1924 по май 1925 года.

## Происхождение названия
Наименование «Тунгус» происходит от русского экзонима эвенков, который чуть позже был экстраполирован на топоним местности, где проживал данный народ. Предполагается, что слово произошло от восточнотюркского тунгуза (буквально «дикая свинья, кабан», от древнетюркского тонгуз), хотя существует точка зрения как происхождения слова от китайского слова дунху (東胡, «восточные варвары», ср. «тонгу» 通古 'тунгусский'), так и от якутского тоҥ уус (буквально «мёрзлый народ»).

## Предыстория
Поначалу революционные события 1917 года не оказали никакого значимого влияния на регион, и местные жители не почувствовали каких-либо значимых перемен, которые, как, например, образование Дальневосточной Республики, были встречены как минимум нейтрально, а как максимум, в некоторых случаях, и вовсе положительно. Первые значимые негативные изменения начали происходить с 1922 года, когда ДВР была упразднена, а на местах была установлена советская власть. Новая власть в лице ОГПУ начала террор против населения, взимая дореволюционные и белогвардейские налоги, грабя поселения и фактически пытаясь уничтожить как языки тунгуса, так и его культуру и быт. Одновременно с этим начались массовые для региона аресты и расстрелы — в 1924 году было арестовано 65 человек и не менее десятка подверглось пыткам и казням без суда и следствия, а в 1925 году от действий ОГПУ пострадало более 250 человек.
Также новая власть закрыла морское побережье и установила запрет для местных жителей на свободную торговлю продукцией собственных хозяйств, обязав сдавать её как продналог. За невыполнение этих требований отбиралось главное средство существования тунгусов — олени. В результате установленного террора тунгусское население начало стремительно нищать: у среднеобеспеченных тунгусов, владевших в дореволюционный период 40—50 оленями, в 1920-е годы насчитывалось чуть более 10 голов, а у зажиточного эвенка Гилэмдэ, имевшего 1500 оленей, осталось всего 70 голов, из-за чего голодающие оленеводы были вынуждены питаться диким луком и морской капустой. Член делегации Якутского ЦИК Ф. Г. Сивцев сообщал ВЦИКу РСФСР о том, что нет ни одного человека, которого можно было бы причислить к разряду эксплуататоров. К тому же приезжие торговцы из числа якутов и русских были не прочь обобрать доверчивых эвенков. Бывали случаи, когда за пачку чая они брали по восемь шкур белки.
Под их влиянием многие тунгусы пристрастились к азартным играм в карты. Зачастую коммерсанты ложью и клеветой настраивали мирных охотников и рыбаков против советской власти.

## Тунгусское восстание
В результате постепенного роста недовольства населения ввиду откровенно репрессивной деятельности ОГПУ и администрации, 10 мая 1924 года началось тунгусское восстание: отряд из 25—30 ополченцев во главе с тунгусом Михаилом Артемьевым (бывшим председателем Амгинского ревкома) взяли населённый пункт Нелькан, убили начальника ОГПУ, а сдавшихся в плен советских чиновников отпустили на родину.
Менее чем через месяц, 6 июня, ополчение Тунгусса под руководством Павла Карамзина и Михаила Артемьева вступили в бой с советским гарнизоном в Аяне и, после 18-часового боя, в результате которого был убит начальник ОГПУ и три красноармейца, захватили само поселение и его порт, а гарнизон был распущен и освобождён из-под плена. В дальнейшем активных боевых действий между сторонами не предпринималось.
В сентябре 1924 года по приказу Кунцевича в селение Улья был отправлен отряд Охотского ОГПУ во главе с В. А. Абрамовым для проверки информации о возможной администрации повстанцев. Отряд Абрамова расстрелял (вероятно, невиновных) трёх русских рыбаков, трёх местных тунгусов и якута. Чуть позже из-за побоев скончалась семья Осениных, которые были приняты отрядом ОГПУ за ячейку республиканцев.
7 февраля конное отделение И. Я. Строда без боя восстановило контроль над Петропавловском.
В ночь с 21 на 22 февраля 1925 года тунгусский отряд под командованием Карамзина взял штурмом Новое Устье, хотя гарнизон поселения двукратно превосходил отряд республиканцев, да и был лучше вооружён. Когда новость о захвате поселения дошла до Охотска, начальник гарнизона Альпов принял решение не препятствовать захвату поселения, сосредоточившись на обороне охотского порта.
4 марта было совершено нападение на Усть-Майское. Отряд красноармейцев, направленный туда, попав в засаду и потеряв 9 человек убитыми и 8 ранеными, был вынужден отойти к Петропавловску. Чуть позже в Усть-Майское был направлен усиленный красноармейский отряд, который смог отбить поселение.
31 марта отряды республики заняли поселение Сулгаччы, однако 8 апреля, в результате наступления красноармейцев на посёлок Абага, группа республиканских сил была окружена и уничтожена.

## История
После фактического успеха восстания, в начале июня состоялся съезд аяно-нельканских, охотско-аянских и маймаканских тунгусов на территории Нелькана, которое сформировало Временное Центральное Тунгусское Национальное Управление (ВЦТНУ), принявшее декларацию о суверенитете Тунгусской Республики 14 июля 1924 года:
Делегаты ВЦТНУ постановили: объявить всему миру в нижеследующих пунктах категорическое наше заявление Союзу Сов. Республик:
1) О полной независимости Тунгусской нации от него, как мера к избавлению нашей нации от ига коммунизма и Сов.власти;
2) о невмешательстве ни под каким видом во внутреннюю жизнь Тунгусской нации его, т. е. Союза Сов.Республик;
3) о неприкосновенности всей коренной нашей территории со всеми морскими, горными и лесными промыслами;
4) о готовности нас — Тунгусов — к вооруженной борьбе, в случае насильного вторжения в нашу территорию и вмешательства в нашу внутреннюю жизнь Сов.власти и коммунистов;

5) как символ нашей самостоятельности нации и независимости в принципах самоопределения поднять первый национальный флаг и в освидетельствование неотступных своих требований, состоящего из трех цветов, а именно «белого», означающего сибирские снега, «зеленого» — сибирские леса и из «черного» означающего землю, ибо родная земля принадлежит нам....Декларация ВЦТНУ о суверенитете Тунгусской Республики
После принятия декларации ВЦТНУ начало выдвигать требования в сторону советского правительства, где, помимо политико-социальных, были и экономические требования, как, например, восстановить старинные тракты Якутск — Охотск, Нелькан — Аян и Нелькан — Усть-Мая. Эти требования совпадали с позицией партийно-советского руководства ЯАССР, которое выступало за образование автономной Тунгусской области и за предоставление права выхода Якутии на внешний рынок. В рамках предварительного утверждения требования, партийно-советское руководство во главе с М. К. Аммосовым, И. Н. Бараховым, С. В. Васильевым в Генеральном плане реконструкции народного хозяйства Якутской АССР изложило проект транспортной связи с Приморским краем через выход к Охотскому морю.
Одновременно с этим началось формирование сил самообороны: так, Артемьев был избран начальником штаба вооруженных отрядов, а предводителем всех отрядов стал тунгус П. Карамзин, что позволило централизовать и стандартизировать отряды ополчения.
В это же время советское правительство пыталось активно дискредитировать Тунгусскую Республику. Так, Е. Г. Пестун заявлял о связях мятежников с японцами, американцами и французами, а во время восстания, летом 1924 года, в порт Аян якобы заходила японская шхуна. Однако заявления не были безосновательными: один из начальников отрядов Ю. А. Галибаров заявлял, что на территории республики был некий француз, называвший себя «профессором» (имя неизвестно), который вместе с неназванным японским капитаном обещали оказать посильную поддержку их деятельности. А английская фирма «Гудзон бей», имевшая торговую концессию на Камчатке, через своих агентов снабжала тунгусов ружьями «винчестерами» и необходимыми припасами.
Сама же Тунгусская Республика в это время пыталась обратиться к международному сообществу за поддержкой их независимости и помощи в их деле.
В начале 1925 года решением ВЦТНУ были конфискованы товары Нельканского отделения фирмы «Гудзон бей», а также их склад в пользу новообразованного государства. В Новом Устье в их руках оказалось до 10 тыс. пудов продовольствия стоимостью в 100 тыс. руб., в Оймяконе — разных товаров на сумму около 25 тыс. руб., в Абые — пушнины на 25 тыс. руб. В захваченных местностях повстанцам достались магазины и склады Якутпушнины, кооператив «Холбос», другие хозяйственные и торговые организации. Были случаи грабежей мирного населения, когда отбирались лошади, запасы продовольствия, сена.
После переменно успешных боёв (см. выше) партийно-советские органы Якутской АССР, руководствуясь указаниями из Москвы, сформировала переговорную комиссию, состоящую из П. И. Оросина, А. В. Давыдова и П. И. Филиппова. Уже в январе ВЦТНУ передал через переговорную комиссию свои требования:
1) отделение Охотского побережья от Дальнего Востока и присоединение к Якутии;
2) предоставление права тунгусам самим разрешать политические, экономические и культурные вопросы;
3) устранение от власти коммунистов, проводивших политику террора.Ответ от ВЦТНУ переговорной комиссии Якутской АССР, 
30 марта 1925 года представителями Якутской АССР и Тунгусской Республики было подписано перемирие Р. Ф. Кулаковским и М. К. Артемьевым.
В мае 1925 года в ходе мирных переговоров обе стороны смогли прийти к компромиссу. М. К. Артемьев убедился в том, что во главе Якутии стоят коммунисты, не причастные к политике террора, а вопрос о присоединении Тунгусской Республики в состав ЯАССР вносится в повестку дня ВЦТНУ.
В результате переговоров 9 мая 1925 года был заключён Тунгусский мирный договор, по которому ВС ТР расформировывались, а Тунгусская Республика официально входила в состав СССР.

## Государственное устройство

### Государственная символика
Согласно постановлению ВЦТНУ, флаг Тунгусской Республики представляет собой прямоугольное полотнище из трёх горизонтальных полос — белого, зелёного и чёрного с отношением его сторон 2:3.

### Основы государственного строя
В связи с чрезвычайным фактором образования государства, высшую испольнительно-распорядительную власть осуществляла Временное Центральное Тунгусское Национальное Управление, состоящие из председателя и заместителя, а также прочих членов Управления.